# Odnosi Svete Stolice i Urugvaja
Odnosi Svete Stolice i Urugvaja su vanjski odnosi između Svete Stolice i Urugvaja .

## Povijest
Urugvaj je uspostavio diplomatske odnose sa Svetom Stolicom 1856. godine. Urugvaj ima veleposlanstvo pri Svetoj Stolici. Sveta Stolica ima veleposlanstvo u Montevideu . Prvi apostolski delegat u Urugvaju bio je Vincenzo Massoni.
Papa Ivan Pavao II. dva je puta posjetio Urugvaj. Prvi put 1987., a drugi 1988. godine.
Trenutni urugvajski veleposlanik pri Svetoj Stolici je Daniel Ramada. Sadašnji apostolski nuncij u Urugvaju je nadbiskup Anselmo Guido Pecorari.
U lipnju 2013. urugvajski predsjednik José Mujica službeno je posjetio papu Franju.